# Daniel Ivanovski
Daniel Ivanovski, född 27 juni 1983 i Kratovo, Jugoslavien (nuvarande Makedonien), är en makedonsk fotbollsspelare (försvarare). Ivanovski har representerat det makedonska landslaget.

## Karriär
Ivanovskis moderklubb är FK Sileks Kratovo från Makedonien. Han har därefter spelat för Vardar i makedonska ligan, Mjällby AIF samt isländska Fjölnir. 
Den 23 juli 2015 blev det klart att Ivanovski återvände till Mjällby AIF. I februari 2016 flyttade han tillbaka till isländska Fjölnir. I december 2016 återvände Ivanovski återigen till Mjällby AIF.
I december 2017 gick Ivanovski till division 2-klubben Sölvesborgs GoIF.